# ألفي ميشو
ألفي ميشو هو لاعب هوكي الجليد كندي، ولد في 6 نوفمبر 1976 في سيلكيرك في كندا.

## وصلات خارجية
- ألفي ميشو على موقع دوري الهوكي الوطني (الإنجليزية)
- ألفي ميشو على موقع EliteProspects.com (الإنجليزية)
- ألفي ميشو على موقع HockeyDB.com (الإنجليزية)